# Phrynarachne papulata
Phrynarachne papulata är en spindelart som beskrevs av Tamerlan Thorell 1891. Phrynarachne papulata ingår i släktet Phrynarachne och familjen krabbspindlar.
Artens utbredningsområde är Myanmar. Utöver nominatformen finns också underarten P. p. aspera.